# اسکنکتدی (نیویورک)
اسکنکتدی (به انگلیسی: Schenectady) شهری در شهرستان سکنکتدی ایالت نیویورک است که در سرشماری سال ۲۰۱۰ میلادی، ۶۶۱۳۵ نفر جمعیت داشته است. سینکتدی، به‌طور رسمی در تاریخ ۱۷۹۸ میلادی به‌عنوان یک شهر شناخته شد.
این شهر از ۱۸۹۲ مقر جنرال الکتریک است.